# Corbu (Olt)
Corbu es una comuna ubicada en el distrito de Olt, Rumania.

## Superficie
Posee una superficie de 50,32 kilómetros cuadrados.

## Demografía
Hasta 2021 la población era de 2118 habitantes, con una densidad de población de 42,09 habitantes por kilómetro cuadrado.